# Peurasaari (ö i Finland, Mellersta Finland, Saarijärvi-Viitasaari, lat 62,89, long 25,27)
Peurasaari är en ö i Finland. Den ligger i sjön Kannonselkä och i kommunen Kannonkoski i den ekonomiska regionen  Saarijärvi-Viitasaari och landskapet Mellersta Finland, i den centrala delen av landet, 300 km norr om huvudstaden Helsingfors. Öns area är 0,4 hektar och dess största längd är 80 meter i sydöst-nordvästlig riktning.